# Ontherus pseudodidymus
Ontherus pseudodidymus är en skalbaggsart som beskrevs av François Génier 1996. Ontherus pseudodidymus ingår i släktet Ontherus och familjen bladhorningar. Inga underarter finns listade i Catalogue of Life.